# ジョフロワ2世・ド・トゥアール
ジョフロワ2世・ド・トゥアール（Geoffroy II de Thouars、990年 - 1055年頃）は、8代目トゥアール副伯サヴァリー3世と初婚の妻の息子。生地はトゥアール。第10代トゥアール副伯（在位：1015年 - 1055年もしくは1058年）。

## 生涯
1015年、叔父ラウル1世からトゥアール副伯位を継承しジョフロワ2世となった。
アキテーヌ公・ポワティエ伯ギヨーム5世ル・グラン及びその家臣リュジニャン卿ユーグ4世ル・ブラン（もしくはル・チリアルク）を相手に先代ラウルが行っていた戦争も引き継ぎ、戦った。
相互で勝利と敗北を繰り返した後、ジョフロワ2世は自分の娘オデアルド（他Auliarde,オリアルド、Aldiarde,アルディアルドとも）をリュジニャン卿ユーグ4世と結婚させて和睦した。
1026年にジョフロワ2世と対立関係であったアンジュー伯フルク3世ネラがモンフォコンに築城し、トゥアールから北方20km先に位置するモントルイユに拠点を移した。このことはジョフロワ2世とトゥアール副伯領の街及び建物にとって脅威となった。
1030年、フルク3世は忠実な同盟相手であったパルトネー領主と盟約を結び、トゥアール副伯領周辺地域のモンコントゥール、ルダンとミレボーを支配し徐々に権力を強めた。しかし1030年にジョフロワ2世は当時ヴァンドーム伯であり、アキテーヌ公ギヨーム5世未亡人アニェス・ド・ブルゴーニュの後夫となったフルク3世の息子ジョフロワ2世マルテルと同盟を結んだ。
トゥアール副伯ジョフロワ2世はポワティエとアキテーヌを手に入れ、権力を掌握しようとするジョフロワ2世マルテルの野望を支援した。
ジョフロワ2世マルテルがポワティエ伯領の周辺を荒らした際、その一方でポワティエ伯及びアキテーヌ公ギヨーム8世はその報復に当時アンジュー伯の統治下にあったルダンとミレボーを同様に荒らした。
1033年9月9日、トゥアール副伯ジョフロワ2世とジョフロワ2世マルテルはギヨーム8世を戦闘で打ち破り、テゼ=モレ（フランス語版）とサン＝ジュアン＝ド＝マルヌ近郊のモント=クールに投獄した。
ジョフロワ2世は晩年にサン=ミシェル=アン=レルムの修道僧となり1055年頃に死去した。

## 子女
彼はアニェス・ド・ブロワ（ブロワ伯ウード1世とベルト・ド・ブルゴーニュの娘）と結婚し、5人の子女をもうけた。
- エメリー4世（英語版）
- サヴァリー - フォントネー副伯
- ジョフロワ
- ラウル
- エレーヌ - 1030年頃に誕生、ラ=ボーシェティエール領主アルシャンボー1世ジャンヴルと結婚した。